# Hitalia
Hitalia è il diciannovesimo album, primo di sole cover di altri autori, della cantautrice italiana Gianna Nannini, pubblicato il 1 dicembre 2014 dalla RCA Records e Sony Music.
Nel disco sono incluse tre featuring: Gino Paoli accompagna la voce di Gianna Nannini in Il cielo in una stanza, Vasco Rossi in C'è chi dice no e Massimo Ranieri in 'O sole mio.

## Descrizione
Annunciato a ottobre 2014 come disco di cover, Hitalia nasce dall'idea di Gianna Nannini di dare una veste nuova, rock, a brani della musica italiana del Novecento. Per chi, prima dell'uscita del disco, avesse prenotato l'acquisto dell'album su iTunes store, dal 14 novembre e dal 21 novembre 2014 sono stati resi disponibili i download in anteprima, rispettivamente di Dio è morto e di Dedicato.

## Tracce
1. Dio è morto – 2:51 (Francesco Guccini)
2. L'immensità – 2:57 (Don Backy (AKA Aldo Caponi), Mogol, Mariano Detto)
3. Lontano dagli occhi – 3:39 (Sergio Endrigo, Sergio Bardotti, Luis Enriquez)
4. Il cielo in una stanza (feat. Gino Paoli) – 3:25 (Gino Paoli)
5. Dedicato – 3:20 (Ivano Fossati)
6. La canzone di Marinella – 3:28 (Fabrizio De André)
7. C'è chi dice no (very special guest: Vasco Rossi) – 3:35 (Vasco Rossi, Maurizio Solieri)
8. Io che non vivo (senza te) – 2:50 (Pino Donaggio, Vito Pallavicini)
9. Io che amo solo te – 3:12 (Sergio Endrigo)
10. Mamma – 3:36 (Bixio Cherubini, Cesare Andrea Bixio)
11. Insieme a te non ci sto più – 3:22 (Vito Pallavicini, Paolo Conte)
12. Caruso – 5:03 (Lucio Dalla)
13. Il mondo – 2:41 (testo: Gianni Meccia, Nicola Italo Greco, Carlo Pes, Jimmy Fontana AKA Enrico Sbriccoli)
14. Pugni chiusi – 2:29 (Luciano Beretta, Ricky Gianco, Gianni Dall'Aglio)
15. 'O sole mio (feat. Massimo Ranieri) – 3:13 (Giovanni Capurro, Eduardo Di Capua, Alfredo Mazzucchi)
16. Un'avventura – 3:38 (Lucio Battisti, Mogol)
17. Volare (Nel Blu Dipinto Di Blu) – 3:40 (Domenico Modugno, Franco Migliacci)

Durata totale: 56:59
iTunes Bonus track
1. Bella senz'anima – 2:47 (Riccardo Cocciante, M.Luberti, P.Cassella)

## Formazione
- Gianna Nannini - voce
- Davide Tagliapietra - chitarre
- Francis Hylton - basso
- Leandro Gaetano - tastiere
- Simon Phillips - batteria
- Will Malone - archi
- Sheema Mukherjee - sitar su Dedicato
- Richard Watkins, David Pyatt - corni su C'è chi dice no
- Metro Voices - cori

## Singoli
1. Lontano dagli occhi (7 novembre 2014)
2. L'immensità (23 gennaio 2015)
3. Dio è morto (17 aprile 2015)

## Classifiche

### Classifiche settimanali
| Classifica (2014) | Posizione massima |
| ----------------- | ----------------- |
| Italia            | 1                 |
| Svizzera          | 16                |

### Classifiche di fine anno
| Classifica (2014) | Posizione |
| ----------------- | --------- |
| Italia            | 9         |
| Classifica (2015) | Posizione |
| Italia            | 20        |